# Regionalwahlen in Tschechien 2000

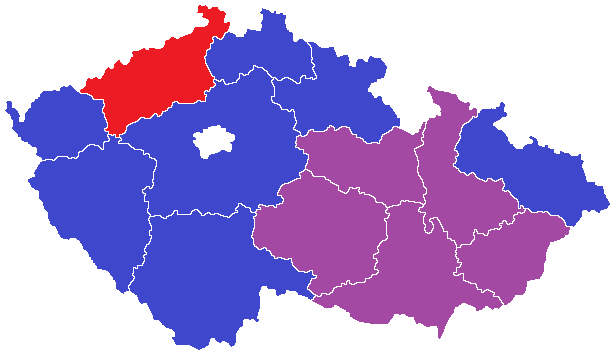
Stärkste Partei nach Region
ODS
4KOALICE
KSČM

Die Regionalwahlen in Tschechien 2000 fanden am 12. November statt. Dabei wurden die Regionalparlamente in dreizehn von vierzehn Krajen (Regionen) mit Ausnahme der Hauptstadt Prag neu gewählt. Die Wahlbeteiligung betrug 33,64 Prozent.
Die Bürgerdemokraten (ODS) erreichte insgesamt die meisten Stimmen sowie eine Stimmenmehrheit in sieben Regionen. An zweiter Stelle stand eine konservative Viererkoalition aus den Parteien KDU-ČSL, ODA, US und DEU. Dieses Bündnis erreichte in fünf Regionen die meisten Stimmen.

## Ergebnisse
Angeführt sind Parteien, die im landesweiten Durchschnitt über 3 Prozent der Stimmen erhielten.
| Region               | ODS   | 4KOALICE | KSČM  | ČSSD  |
| -------------------- | ----- | -------- | ----- | ----- |
| Středočeský kraj     | 28,76 | 21,30    | 21,93 | 15,84 |
| Budějovický kraj     | 25,84 | 22,52    | 19,44 | 13,43 |
| Plzeňský kraj        | 24,17 | 16,69    | 21,02 | 14,94 |
| Karlovarský kraj     | 27,82 | 19,10    | 22,37 | 16,39 |
| Ústecký kraj         | 26,75 | 13,73    | 28,22 | 17,24 |
| Liberecký kraj       | 24,81 | 14,79    | 16,29 | 13,00 |
| Královéhradecký kraj | 26,85 | 26,23    | 17,99 | 13,18 |
| Pardubický kraj      | 24,54 | 29,37    | 17,46 | 13,37 |
| Jihlavský kraj       | 18,85 | 25,46    | 20,00 | 11,47 |
| Brněnský kraj        | 18,22 | 31,64    | 20,80 | 13,45 |
| Olomoucký kraj       | 18,98 | 24,19    | 21,50 | 16,34 |
| Zlínský kraj         | 18,46 | 31,36    | 16,30 | 15,12 |
| Ostravský kraj       | 26,51 | 16,77    | 24,98 | 15,56 |
| Gesamt               | 23,80 | 22,86    | 21,14 | 14,66 |

## Quelle
- Wahlen zu den Regionalvertretungen 2000 – Český statistický úřad: Wahlergebnisse